# Clover Day's
Clover Day's (/ クローバーデイズ Ngày của cỏ bốn lá) là một visual novel Nhật Bản dành cho người lớn phát triển bởi ALcot phát hành ngày 28 tháng 3 2014. Clover Day's là tác phẩm thứ 14 của ALcot. Clover Heart's là trò chơi đầu tiên của ALcot, chia sẻ một cái nhìn thế giới, Clover Day's là thế giới sau 10 năm của Clover Heart's. Bên cạnh đó, phiên bản PlayStation Vita của tác phẩm này đang dự kiến phát hành.